# Albert Heremans
Albert Heremans (Merchtem, 1906. április 13. – 1997. december 15.), belga válogatott labdarúgó.
A belga válogatott tagjaként részt vett az 1934-es világbajnokságon.

## Sikerei, díjai
Molenbeek
- Belga bajnok (2): 1936, 1937

## Külső hivatkozások
- Albert Heremans – a FIFA adatbázisában